# Haliclona elegans
Haliclona elegans là một loài động vật thân lỗ thuộc họ Chalinidae. Loài này được tìm thấy ngoài khơi đông nam Úc.